# Anthodiscus montanus
Anthodiscus montanus là một loàithực vật thuộc họ Caryocaraceae. Đây là loài đặc hữu của Colombia.